# 대만-일본 관계
이 문서는 대만과 일본의 관계를 다룬다.

## 근대 이전
일본은 센고쿠 시대와 에도 시대 초기에 걸쳐 대만을 高山国(고잔국 또는 다카산국), 高砂国(다카사고국)이라 불렀는데 이는 다카사군(タカサグン)에서 유래한 것이다. 다카사군은 상선이 드나들던 대만 서남쪽 해안에 위치한 다가우(打狗)에서 유래했다.
분열된 일본을 통일한 도요토미 히데요시는 1593년 하라다 마고시치로로 하여금 고잔국이 일본에 조공을 바치도록 촉구하는 문서를 전하고자 했으나 당시 대만은 통일된 정부가 존재하지 않아 협상 자체가 이루어지지 못했다. 도요토미 정권이 무너진 뒤 일본을 통치하게 된 에도 막부도 1609년에 대만에 사람을 보냈으나 성과를 거두지 못했다.
1616년 나가사키를 통치하던 무라야마 도안이 대만을 정벌하기 위해 13척의 선단과 함께 아들과 신하를 대만에 파견했으나 폭풍우 때문에 실패했다. 이들은 표류하다가 명나라에 도착했다.
1628년에는 대만과의 무역 문제로 일본과 네덜란드는 갈등을 빚게 되었고(타이오완 사건) 이 여파로 일본은 히라도섬의 네덜란드 상관을 폐쇄해 버렸다.
1871년 12월 17일 류큐국 나하를 출발한 배가 조난당하는 사건이 일어났다. 이 배는 표류하다가 대만 동남쪽 해안에 도착했는데 상륙한 승무원들이 대만 원주민들의 습격을 받아 54명이 살해당했다. 이를 구실로 삼아 일본 메이지 신정부는 3,000명의 병력으로 대만을 침공했다가 청나라가 배상금 50만 냥을 지불하는 것을 조건으로 철수했다. 이 사건을 모란사 사건이라 한다.

## 대만일치시기

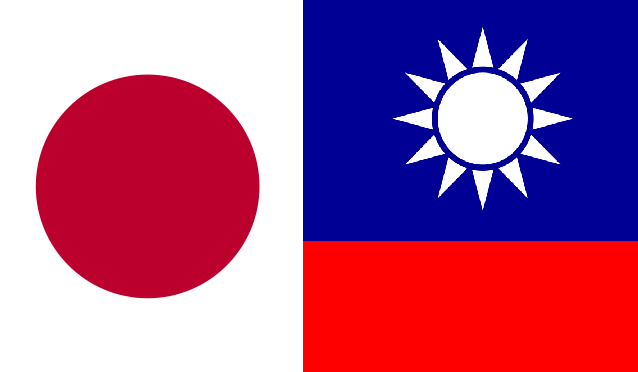
대만기와 일본기

청일 전쟁 이후 진행된 강화회의 끝에 1895년 4월 시모노세키 조약을 체결했고 이 조약에 의해 청나라는 대만과 펑후 제도를 일본에게 할양하게 되었다. 이에 대만인들은 대만민주국 건국을 선언하고 일본에 저항했지만 일본은 이를 5개월 만에 무력으로 진압했다.
대만을 접수한 일본은 5월 대만총독부를 설치하고 가바야마 스케노리 해군대장을 총독으로 임명해 대만에서 식민 통치를 시작했다. 4대 총독 고다마 겐타로는 고토 신페이를 민정장관에 임명해 토지 개혁, 아편 중독 환자 박멸, 학교 교육 보급, 제당 산업 육성 등을 통해 대만의 근대화를 추진했지만 식민 통치에 저항하는 대만인들을 무자비하게 단속하는 일면도 보였다.
이후 일본이 제2차 세계 대전에서 패배하면서 일본의 다른 점령지와 함께 대만도 해방되었다. 당시 대만에는 일본군 166,000명을 포함한 488,000명의 일본인이 있었는데 이들 대부분은 일본으로 돌아갔지만 28,000여 명은 대만에 남았다. 이들은 대만을 접수한 중국국민당 정권에 유용되었다. 마지막 대만 총독이던 안도 리키치는 전범으로 체포돼 상하이로 보내졌다가 그곳에서 자진했다. 대만총독부는 1946년 5월 칙명에 의해 폐지되었다.

## 국교 회복에서 단절까지
일본의 항복 이후 대만은 국민당의 통치 하에 놓였다. 하지만 국민당이 중국 대륙의 지배권을 두고 중국공산당과 벌인 내전에서 패배하여 대만으로 후퇴하면서 상황이 급변했다. 공산당의 마오쩌둥은 대륙을 접수했으며 대만으로 도주한 국민당의 장제스를 쫓아 당장이라도 대만에 출병할 태세였다. 하지만 6.25 전쟁이 발발하여 한반도에 미군이 들어오자 공산당은 더 이상의 군사 행동을 할 수 없게 되었다.
1951년 9월 8일 샌프란시스코 강화조약이 체결돼 일본은 대만과 펑후 제도에 관한 모든 권리를 포기했지만 이 조약에는 공산당이 통치하는 중국과 국민당이 통치하는 대만 모두 참여하지 못했다. 이에 일본은 대만과 협상을 시작해 1952년 4월 28일 중일화평조약을 체결하고 국교를 회복했다. 이후 일본에서 구 일본군 장교가 중심이 된 군사고문단이 비밀리에 대만에 파견돼 진먼 포격전 등을 지도하여 중국의 군사적 위협으로부터 대만을 방위하는 데 도움을 주었다.
1963년 9월 중국이 유압기기 대표단을 일본에 파견했는데 일원 중 한 명이던 통역사 저우훙칭이 귀국 직전 주일 소련 대사관을 찾아 망명 의사를 타진한 사건이 벌어졌다. 이후 저우훙칭이 대만으로 망명하고 싶다고 입장을 바꾸자 대만은 일본 정부에 저우훙칭의 인도를 요청했지만 중국과의 관계를 고려한 일본은 저우훙칭의 여권이 만료되었음을 이유로 구류했다가 중국에 송환했다. 이에 대만은 일본에 강하게 항의했고 대만과 일본의 관계는 크게 악화됐다.
1964년 일본 총리로 취임한 이케다 하야토는 관계 회복을 위해 전직 총리 요시다 시게루를 대만에 파견하여 장제스와 회담하게 했다. 두 사람 사이에서 공동 선언이 이루어졌고 비밀리에 중공 대책 요강이란 문서가 교환되었다. 3월에는 일본 외무성이 대만과의 단절은 일본의 국익에 반한다는 견해를 발표했고 7월에는 오히라 마사요시 외무상이 대만을 방문해 "일본은 대만이 대륙을 회복하기를 원한다"라고 말했다.
이케다의 후임으로 총리가 된 사토 에이사쿠는 중국의 거센 반대에도 불구하고 1967년 9월 대만을 방문해 장제스와 회견했으며 11월에는 장제스의 아들로 훗날 총통이 되는 장징궈 국방부장이 일본을 공식 방문했다.
한편, 대만은 전후 유엔 안전 보장 이사회 상임이사국이 되어 활동하며 중국을 대표하는 유일한 정부로 인정받고 있었다. 하지만 베트남 전쟁을 계기로 미국이 중국에 접근하고 서방 주요 국가도 중국과의 국교 수립을 추진하는 등 1970년대 국제 외교는 대만에게 불리한 방향으로 바뀌기 시작했다.
이후 1971년 유엔 총회 결의 제2758호에 따라 대만이 가지고 있던 상임이사국 지위가 중국에 넘어가게 되자 대만은 유엔을 탈퇴해 버렸다. 사토는 중국의 유엔 가입에는 찬성하지만 대만을 유엔에서 내쫓아서는 안 된다며 유엔 총회에서 반대표를 던지고 중국과 대만이 함께 중국을 대표하는 이중대표제 결의안의 공동제안국으로 참여했으나 유엔에서 통과되지 못했다. 이 사건을 두고 일본의 언론과 야당이 사토를 비판했고 이에 사토는 중국과의 국교정상화에 나서겠다고 밝혔다.
1972년 미국의 대통령 리처드 닉슨이 전격적으로 방중하자 일본 열도는 충격에 휩싸였다. 사토의 후임으로 총리가 된 다나카 가쿠에이는 9월 중화인민공화국을 중국의 유일한 합법정부로 승인하고 중일국교정상화를 이뤄냈다. 이때 발표한 중일공동성명에서 일본은 과거 대만과 맺은 중일화평조약의 소급적 무효를 명기하지 않는 대신 오히라 외무상이 "중일화평조약은 존속 의의를 잃고 종료했다"라는 의사 표명을 해줬다. 하지만 대만 외교부는 그날 "늑대를 방에 끌어들여 적을 친구로 인정하고 중공의 침투·전북 활동을 조장했다"라고 비판하며 일본과의 단교를 발표했다.

## 국교 단절 이후

### 비공식 실무 관계의 형성

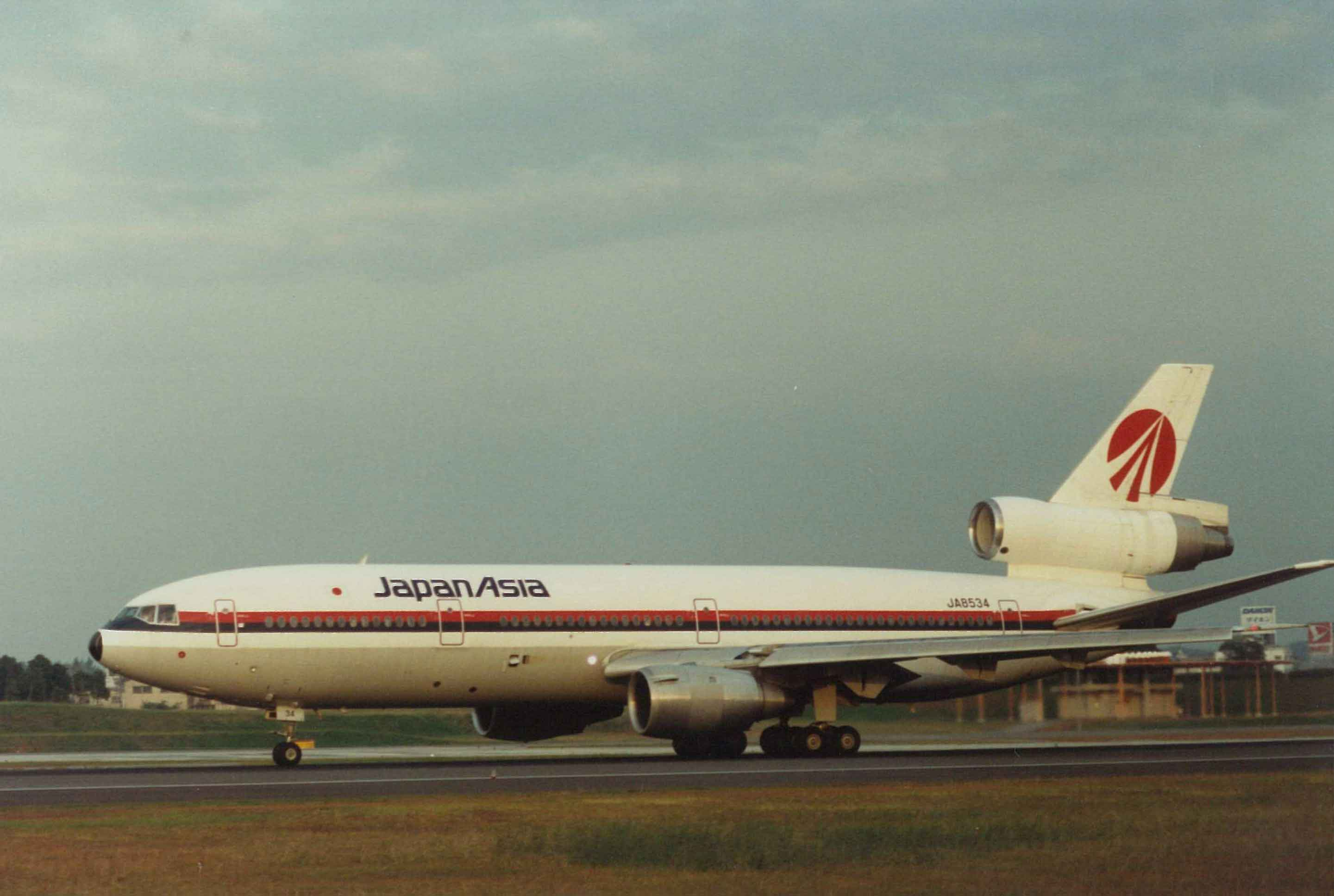
일본 아시아 항공의 당시 항공기

국교는 단절됐지만 민간 교류를 유지할 필요는 있었기에 1973년 일본은 재단법인 교류협회를, 대만은 아동관계협회(1992년 경제문화대표처로 개칭)를 설치해 서로 실무적인 창구 기관 역할을 하도록 했다. 또 같은 해 3월에 일본 국회의원 150여 명이 참여하여 일화관계의원간담회가 발족하였고 이로써 일본과 대만 간의 비공식 실무 교류의 기본적 틀이 만들어졌다. 하지만 국교 단절 직후 대만의 중화항공 소속 항공기의 청천백일만지홍기를 국기로 인정하지 않는다는 일본 정부의 발표에 항의하여 일본과 대만 간의 항공 노선이 잠시 정지되었다가 미야자와 기이치 일본 외무상이 이를 국기로 인정하면서 1년만에 노선이 재개되었다.

### 교류의 심화
1994년 5월 리덩후이 대만 총통은 일본이 대만을 식민통치한 것에 대해 일본이 남긴 것도 많다며 비판을 해도 과학적인 관점에서 평가하지 않으면 역사를 이해할 수 없다고 발언했다. 같은 해 10월 히로시마시에서 1994년 아시안 게임이 진행될 때 일본 정부는 리덩후이를 대신해 쉬리더 행정원 부원장 등의 방일을 허락했다. 하지만 다음 해 10월 APEC 오사카 회의 때는 구전푸 해협교류기금회 이사장의 출석만 허락했다.
1999년 9월 지진 때 일본이 최대 규모의 국제긴급원조대를 보내 구조 활동을 했다. 2000년 8월에는 이시하라 신타로 도쿄도지사의 주장으로 아시아 대도시 네트워크21이 발족하여 타이베이시가 가맹했다. 12월에는 대만 고속철도 계획에서 일본의 신칸센 시스템을 도입하기로 결정했다. 또한 리덩후이가 총통에서 퇴임한 뒤 방일 지원 운동을 계기로 2002년 12월 일본의 리덩후이 친구 모임이 발족했는데 이 단체는 이후 대만정명운동을 추진했고 이는 대만에도 영향을 주었다.

#### 불간섭주의의 전환
1995년~1996년에 벌어진 제3차 타이완 해협 위기 등 대만의 정세가 긴박하게 돌아가자 일본 정부는 중국과 직접 대화하여 문제를 평화적으로 해결하겠다는 입장을 명확히 했다. 1996년 5월 일본 참의원 외교위원회 소위원회는 '중국-대만 문제의 평화적 해결에 관한 제언'을 결의했다. 이후 1996년~1997년에 걸쳐 진행된 미일방위협력을 위한 지침 개정 때 이른바 주변 사태에 중국과 대만 간의 분쟁이 포함되는지가 논쟁의 중점에 섰고 가지야마 세이로쿠 관방장관은 포함된다고 선언했다. 1998년 11월 장쩌민 중국 국가 주석이 방일했을 때에도 오부치 게이조 일본 총리는 빌 클린턴 미궁 대통령이 표명한 대만 독립 반대, 두 개의 중국 반대, 대만의 유엔 가입 반대에 동의하지 않는다고 말했다.
2001년 10월 APEC 상하이 회의 때 히라누마 다케오 일본 경제산업상과 린이푸 대만 경제부장은 일본과 대만 사이의 FTA 검토 개시에 합의했다. 다만 결실을 맺지는 못했다. 2002년 말 일본 외무성은 내부 규칙을 개정해 일본-대만 간 정부당국자의 접촉을 기존 과장 보좌가 맡던 것을 과장급이 맡도록 했다. 11월에는 고이즈미 준이치로 총리가 사적인 간담회에서 21세기 일본 외교의 기본 전략을 발표해 일본-대만 관계의 강화 연구의 필요성을 지적했다. 2004년 이후 일본 정부는 대만의 세계보건기구에 옵저버로써 참여하는 것을 지지했고 2005년 2월 미일 정부 당국이 미·일 안전 보장 협의 위원회에서 공통전략목표에 합의했는데 처음으로 대만 해협 문제를 언급했다. 마치무라 노부타카 일본 외무상도 일본과 미국의 안보에 대만 지역이 포함된다고 언급했다.
한편 2003년 12월 일본은 교류협회를 통해 대만의 천수이볜 정부가 실시하려는 공민투표가 중국-대만 관계를 지나치게 긴장시킨다며 대만 해협의 평화와 안정을 위해 신중히 대처해주길 희망한다는 뜻을 전달했다. 이는 일본이 대만과 단교한 이래 대만 정부에 보낸 첫 문서였다. 이는 2006년 2월 천수이볜이 국가통일위원회 활동 정지와 국가통일강령 폐지를 발표했을 때도 한 번 더 이루어졌다.

#### 관계 정상화의 움직임
현역 도지사로는 처음으로 이시하라 신타로가 1999년 11월 대만을 찾았고 이후 주요 인사들이 일본과 대만을 왕래했다. 2001년 4월에는 리덩후이 전 총통이 일본을 방문했으며 12월에는 현역 국민당 주석으로는 처음으로 롄잔이 일본을 찾았다. 2003년 12월 교류협회 타이베이 사무소의 주최로 단교 이래 32년 만에 타이베이에서 천황탄생일을 기념해 행사가 열렸다. 이 무렵 모리 요시로 전 총리가 대만을 방문해 천수이볜과 회담을 했다.
2004년 8월 유시쿤 행정원장이 중미를 방문하고 돌아오는 중에 태풍이 접근하자 나하 공항에 비상 착륙했으며 72시간 체류가 가능한 비자를 발급받은 뒤 마키노 히로타카 오키나와현 부지사 등과 회담을 했다.
2005년 4월 단교 후 처음으로 일본 정부가 대만인에게 서훈을 수여했으며 8월에는 대만인에 대한 사증 면제가 이루어졌다. 2007년 9월 상호 간에 운전면허증을 승인하는 문제가 해결됐으며 2008년 3월 일본에서 32년 만에 대만으로 가는 항공 노선이 재개통했다. 2009년 7월 일본이 「출입국관리법」을 개정하여 외국인등록증을 폐지하고 체류카드를 도입했는데 대만인들은 출신지를 대만으로 표기하도록 했다.

#### 특별 파트너십 관계
2008년 5월 마잉주가 신임 총통으로 취임하자 후쿠다 야스오 일본 총리가 단교 후로는 처음으로 공식 축전을 보냈다. 7월 말 마잉주는 대만-일본 관계 보고회의를 설치한 뒤 대만-일본 간의 특별 파트너십 구상을 통해 일본과의 관계 강화 방침을 밝혔다. 또한 2009년을 대만-일본 특별 파트너십 촉진의 해로 정하고 FTA나 투자협정 체결, 워킹홀리데이 제도의 도입, 국립고궁박물관에서 일본전람회 개최 등을 제안했다. 또한 식민 통치 당시 대만의 수리 사업에 큰 공을 세운 일본인 기술가 핫타 요이치를 기리는 기념공원도 세웠다.
2011년 3월 동일본 대진재가 발생하자 대만은 재빨리 구조대를 보냈으며 미국보다도 많은 성금을 모아서 전달했다. 간 나오토 총리는 대만에 특별히 감사 메시지를 전달했다.

## 같이 보기
- 일화의원간담회
- 주일 타이베이 경제문화대표처
- 일본대만교류협회
- 일본-중국 관계사